# Гарсия, Самуэль
Самуэль Гарсия Санчес более известный, как Саму (исп. Samuel García Sánchez; род. 13 июля 1990, Малага, Испания) — испанский футболист, полузащитник.

## Клубная карьера
Гарсия — выпускник футбольной школы клуба «Малага». В 2004 году три месяца провёл в академии футбольного клуба «Челси». С 2010 года выступал за резервную команду «Атлетико Малагеньо». Летом 2013 года после того, как большое количество основных футболистов покинули команду, новый тренер Бернд Шустер включил Самуэля в заявку на сезон. Он выбрал себе 24 номер. 17 августа в матче против «Валенсии» дебютировал в Ли Лиге. 4 ноября в поединке против «Бетиса» забил свой первый гол за «Малагу» — поразив ворота соперников в добавленное время, принёс «Малаге» победу.
Летом 2015 года вместе со своим партнёром по «Малаге» Саму Кастильехо Гарсия перешёл в «Вильярреал», подписав контракт на пять лет. 23 августа в матче против «Бетиса» дебютировал за новую команду, заменив во втором тайме Роберто Сольдадо. 13 сентября в поединке против «Гранады» забил свой первый гол за «Вильярреал».
Летом 2016 года Гарсия перешёл в российский «Рубин», к своему бывшему тренеру Хавьеру Грасии. 1 августа в матче против «Амкара» дебютировал в РФПЛ.
В начале 2017 года он до конца сезона был отдан в аренду «Леганесу». 28 января в матче против «Сельты» Гарсия дебютировал за новую команду.
24 августа 2017 года Саму официально стал игроком «Леванте». «Рубин» расторг контракт с хавбеком по соглашению сторон. Игрок подписал с испанским клубом контракт на 3 года с возможностью продления ещё на сезон. 9 сентября в матче против мадридского «Реала» он дебютировал за новый клуб.
25 января 2018 года «Малага» объявила о переходе Саму. Испанец арендован до лета 2018 года. Соглашение предусматривает опцию выкупа.